# زقين متباين السداة
زقين متباين السداة (الاسم العلمي:Diascia heterandra) هو نوع من النباتات يتبع جنس الزقين من الفصيلة الغدبية.